# Басу, Самит
Самит Басу (бенг. সমিত বসু; род. 14 декабря 1979 года) — индийский писатель-романист, автор графических романов, сценарист.
Басу является автором фэнтези «Трилогия Игромира», опубликованного издательством Penguin Books в Индии, и состоящего из трех частей: «Саймокинские пророчества», «Секрет мантикоры» и «Откровения Унвабы», а также молодежного романа «Террор на Титанике» и романа о супергероях «Турбулентность», действие которого разворачиваются в Индии, Пакистане и Англии, и который был опубликован за границей издательством Titan Books. На данный момент проживает в Дели, Индия. В июле 2014 года роман «Противодействие», сиквел «Турбулентности», был опубликован за границей.

## Биография
Самит Басу родился 14 декабря 1979 года в семье бенгальских индуистов. Вырос в Калькутте, где сначала обучался в школе Дон Боско, а затем в Калькуттском окружном колледже, окончив его со степенью бакалавра экономических наук. Оставив обучение в Индийском институте менеджмента в Ахмадабаде, позже он продолжил получать образование по направлению «Телерадиовещание и кинодокументалистика» в Вестминстерском университете в Лондоне.

## Карьера писателя
Басу достаточно известен в Индии с 2003 года, когда журнал Outlook включил его в список 16-ти индийцев, достигших успеха до 25- лет. В 2007, наряду с другими выдающимися молодыми индийцами, такими как Рахул Ганди и Видья Балан, Басу признали одним из наиболее «Перспективных индийцев» согласно опросу, проведенному Индийским бюро маркетинговых исследований, а также индийским журналом The Week.
Свой первый роман «Саймокинские пророчества» Басу написал в возрасте 22 лет и опубликовал в 23. Изначально англоязычные, «Пророчества» были переведены на шведский и выпущены издательским домом Ordbilder, а также на немецкий (издательство Piper Verlag). Следующие тома трилогии — «Секрет мантикоры» и «Откровения Унвабы» вышли в 2005 и 2007 годах соответственно. «Трилогия Игромира» получила многочисленные положительные отзывы, а все её части вошли в списки бестселлеров в Индии. В 2010 году Басу написал молодежный роман «Террор на Титанике», а также «Турбулентность» — роман, ставший, в конце концов, его международным прорывом.
Публикация в 2012 году в Великобритании романа «Турбулентность», выход которого сопровождался серией восторженных рецензий, открыла Западу имя Самита Басу. Журнал Wired писал: «У „Турбулентности“ есть всё и сразу… Целостность изложения, мастерское развитие образов, юмор, личные потери и отличные моменты, чтобы над ними задуматься, в каждой главе». Сайт IGN начал кампанию за экранизацию этого супергеройского романа в Голливуде. Кроме того, книга получила премию Geekdad Goldenbot Award журнала Wired и заняла второе место в списке новых «горячих» произведений в разделе научная фантастика сайта Amazon.com на протяжении первой недели после своего релиза. Сайт Superheronovels.com назвал роман претендентом на звание лучшего супергеройского романа всех времен.
Басу также является автором комиксов. Его первыми совместными проектами с компанией комиксов «Virgin Comics» были: «Дэви» (выпуски № 3-№ 10) и «Байки Вишну Шармы» по сюжету «Панчатантры». Совместно с Майком Кэри, автором «Людей Икс» и «Люцифера», Басу работал над графическим романом «Неприкасаемый», а также продолжал трудиться над «АнХоли», эпизодической зомби-комедией, действие которой происходит в окрестностях Нью-Дели. Закрытие компании «Virgin Comics» помешало публикациям других проектов с кинорежиссером Терри Гиллиамом и поп-группой Duran Duran. В 2013 Басу выпустил в печать «Местных монстров», комикс/фэнтези про шестерых монстров-иммигрантов, живущих в одном доме в Дели, а также поучаствовал в создании «18-ти дней» Гранта Моррисона по сюжету «Махабхараты». Басу — колумнист, киносценарист, кинорежиссер-документалист, а также журналист-фрилансер, который пишет о путешествиях, кино, книгах и поп-культуре. Он также ведет блог, и был одним из первой волны популярных индийских блогеров.